# Marmakéto (Lassithi)
Marmakéto, en grec moderne : Μαρμακέτο est un village du plateau du Lassíthi, en Crète, en Grèce. Selon le recensement de 2011, la population de Marmakéto compte 25 habitants. Il est situé à une altitude de 890 m.